# Stokab
AB Stokab är ett aktiebolag som ägs av Stockholms stad och bildades 1994. Bolagets uppdrag är att tillhandahålla en konkurrensneutral IT-infrastruktur i Stockholmsregionen för att skapa konkurrens, mångfald av tjänster och tjänsteleverantörer, valfrihet för kunder samt minimera grävandet i staden. Företaget benämner sitt arbetssätt Stokabmodellen.
Fibernätet har en total längd motsvarande över 45 varv runt jorden med sina 1,8 miljoner kilometer fiberoptik. Fiberledningarna korsas i över 600 korskopplingar och nås via mer än 24 000 anslutningspunkter. Nätet sträcker sig från Norrtälje i norr till Nynäshamn i söder och är mycket väl utbyggt i Stockholms stad.

## Historik
Stokab grundades 1994 och var ett av Sveriges första stadsnät. Målsättningen var att ge Stockholms företag och invånare tillgång till fiber. Modellen med att staden tillhandahöll grundstrukturen, den så kallade svartfibern, så att andra aktörer kunde hyra in sig på nätet kom sedan att anammas av många kommuner när stadsnät byggdes runt om i Sverige. Initialt anslöts 35 platser till fibernätet, framför allt sjukhus men också Arlanda och några datacentraler. Några år senare, 1999, hade samtliga kommuner i Stockholms län en fiberanslutning. Det dröjde sedan ytterligare några år innan invånarna kunde börja ansluta sig till fibernätet. År 2005 beslutades om ytterligare utbyggnad till de 100 000 bostäder som kommunen äger. Detta följdes sedan av utbyggnad till privata fastighetsägare och 2012 var i princip alla flerfamiljsfastigheter i Stockholm anslutna till fibernätet.

## S:t Erik Kommunikation
S:t Erik Kommunikation AB är ett helägt dotterbolag till Stokab. På uppdrag av Stockholms stad ansvarar S:t Erik Kommunikation för att handla upp, administrera  och utveckla Stockholms stads interna kommunikationsnät.